# Googol
Googol is in de wiskunde een aanduiding van een getal met de waarde 10100. Dat wordt uitgeschreven als een één met honderd nullen:

10 000 000 000 000 000 000 000 000 000 000 000 000 000 000 000 000 000 000 000 000 000 000 000 000 000 000 000 000 000 000 000 000 000.

## Etymologie
De naam is in 1920 aan dit getal gegeven door Milton Sirotta (1911-1981), het toentertijd negenjarige neefje van de Amerikaanse wiskundige Edward Kasner. Kasner publiceerde het concept in zijn boek Mathematics and the imagination (Wiskunde en de verbeelding). Hij verzon het getal om het verschil te laten zien tussen een onvoorstelbaar groot getal en oneindig en met dat doel wordt het soms in de wiskundeles gebruikt.
De uitgesproken naam voor googol is tien sedeciljard. De enige priemfactoren zijn 2 en 5. Uitgeschreven in het binaire stelsel zou het getal 333 bits in beslag nemen.

## Grootte
Googol heeft weinig wiskundig belang of praktische toepassingen. In het bewijs van de stelling van Axel Thue door Alan Baker komt googolplex (10googol) tot de vijfde macht voor.
Echter, het kan getal wel nuttig zijn bij het vergelijken met andere grote getallen, zoals subatomaire deeltjes in het waarneembaar universum of met het aantal hypothetische zetten in  schaken. 
Om voor te stellen hoe groot een googol nu eigenlijk is, nemen we de massa van een elektron, iets onder 10−30 kg, kan vergeleken worden met de massa van het waarneembaar universum, geschat tussen 1050 en 1060 kg. Dat is een ratio van ongeveer 1080 tot 1090, of één tien miljardste van een googol. (0,00000001% van googol). 
Volgens het getal van Eddington, zouden er zo'n 1080 subatomaire deeltjes in het waarneembaar universum zijn. Als we dan heel het waarneembaar universum vullen met neutronen, zodat er geen enkel vrije plaats meer is, zouden er zo'n 10128 neutronen zijn. Als we het waarneembaar universum vullen met zandkorrels zouden er 1090 zandkorrels inpassen.
De vervaltijd van een supermassief zwart gat met een massa van 1011 zonsmassa's, zou door Hawkingstraling, in de orde van 10100 jaren zijn. Daarom is de warmtedood van een uitdijend heelal begrensd tot ten minste één googol jaar in de toekomst. Een googelplex {\displaystyle \mathrm {googolplexian} =10^{\mathrm {googolplex} }=10^{10^{10^{100}}}}

## Google
De internetzoekmachine Google is vernoemd naar dit getal. Larry Page, een van de oprichters van deze zoekmachine, was gefascineerd door wiskunde, en de verwijzing naar het getal googol weerspiegelt zijn missie om alle informatie ter wereld toegankelijk te maken. De naam is uiteindelijk 'Google' geworden als gevolg van een spelfout van Sean Anderson, destijds een studiegenoot van Page en medebedenker van de naam.